# لری نصار
لورنس جرارد نصار مشهور به لری نصار (انگلیسی: Larry Nassar؛ زادهٔ ۱۶ اوت ۱۹۶۳) عرب تبار پزشک متخصص استخوان‌درمانی اهل ایالات متحده آمریکا است. وی بین سال‌های ۱۹۸۶ تا ۲۰۱۶ میلادی فعالیت می‌کرد. نصار به جرم آزار و سوءاستفاده جنسی از کودکان در زمان مسئولیتش به عنوان پزشک تیم ژیمناستیک دختران آمریکا به ۱۷۵ سال زندان محکوم شد.
تجاوزهای جنسی نصار پایه اصلی رسوایی جنسی ژیمناستیک آمریکا را به راه انداخت و او به تجاوز به دست کم ۲۵۰ دختر و زن متهم شد که شامل ژیمناست‌های مشهور نیز می‌شود. او حداقل ۱۰ تا از این تجاوزها را پذیرفته‌است.

## زندگی شخصی
لری نصار در ۱۶ اوت ۱۹۶۳ در فارمینگتون‌هیلز، میشیگان زاده شد. پدربزرگ پدری‌اش اهل لبنان بود. در ۱۹۷۸ به عنوان دانش‌آموز کار مربیگری را با ژیمناست‌های زن در دبیرستان نورث فارمینگتون شروع کرد. برادر بزرگترش هم یک مربی ورزش در همان مدرسه بود.

## حرفه پزشکی
در سال ۱۹۸۶ او کار مربیگری ورزشی را در تیم ملی ژیمناستیک آمریکا آغاز کرد.

## لو رفتن
اصلاً امکان نداشت تا آن زمان راشل دن‌هولیندر بداند که حرف‌هایی که تحویل روزنامه ایندیانا پولیس داده‌است با گذشت زمان بزرگ‌ترین رسوایی مربوط به سوءاستفاده جنسی را در ایالت متحده باز کند، اتفاقی که تا سال‌ها احتمالاً تأثیر آن دیده می‌شود. حرف‌هایی که او در این روزنامه نوشت:
در آن نوشته شده بود: «من به تازگی گزارشی با تیتر «خارج از تعادل» را خواندم، تجربه من شاید خیلی به تحقیقات شما ربطی نداشته باشد. مربی به من تجاوز نکرده بود، بلکه پزشک تیم دکتر لری نصار به من تجاوز کرده بود. من ۱۵ سالم بود و اینکار به اسم درمان پشت من انجام شد.»

## اتهام تجاوز جنسی
او در طول سال‌ها فعالیت خود به عنوان پزشک تیم المپیک زنان ژیمناستیک آمریکا به بهانه‌های واهی دختران ورزشکار را دستمالی کرده بود.
در جلسه دادگاه که یک هفته کاری طول کشید، دخترانی علیه آقای نصار شهادت دادند که می‌دانستند تبعات این شهادت را باید تا آخر عمر همراه خودشان داشته باشند.
برخی از مدال‌آوران زن ورزش ژیمناستیک آمریکا که قربانی سوء رفتار جنسی این پزشک بوده‌اند در جلسات دادگاه حضور یافته و علیه او شهادت داده‌اند.
دکتر لری نصار که برای سال‌ها پزشک ملی پوشان ژیمناست آمریکا بوده در دادگاه رو در روی ده‌ها نفر از بیش از ۱۰۰ شاکی خود قرار گرفت و دست کم ۱۰ مورد آزار جنسی را پذیرفت.
قاضی در دادگاه خطاب به راشل دن هولیندر گفت: «تو ارتشی از بازمانده‌ها را ساخته‌ای و تو ژنرال ۵ ستاره آن هستی. تو باعث شدی همه این اتفاق‌ها بیفتد تو باعث شدی همهٔ این صداها اهمیت پیدا کند. تو بزرگ‌ترین آدمی هستی که من تا حالا در دادگاه دیده‌ام.»

## استعفای کل هیئت مدیره فدراسیون ژیمناستیک ایالات متحده
فدراسیون ژیمناستیک ایالات متحده تأیید کرده که کل هیئت مدیره این فدراسیون به درخواست کمیته المپیک آمریکا، استعفا خواهند داد. این تصمیم در پی افشای رسوایی جنسی لری نصار، پزشک سابق فدراسیون ژیمناستیک آمریکا گرفته شده که به آزار دختران و زنان جوان محکوم شده‌است. کمیته ملی المپیک تهدید کرده سازمان ژیمناستیک آمریکا را که تیم ملی را از بین ژیمناست‌های کل کشور انتخاب می‌کند، منحل می‌کند.